# Salacia mannii
Salacia mannii är en benvedsväxtart som beskrevs av Oliver. Salacia mannii ingår i släktet Salacia och familjen Celastraceae. Inga underarter finns listade.